# YIQ

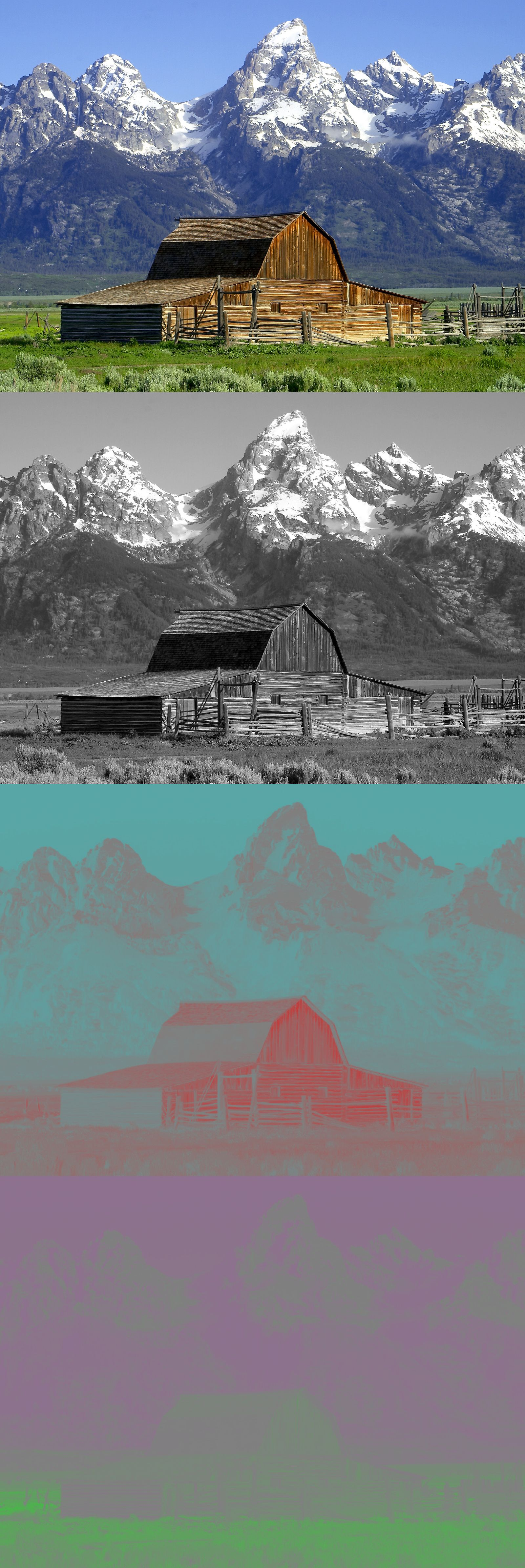
一幅图像及其 Y、I 和 Q 分量

YIQ 是模拟 NTSC 彩色电视系统使用的色彩空间。"I" 代表"同相位" (in-phase)，而 "Q" 代表"正交" (quadrature)，它们指的是用于正交幅度调制的分量。其他电视系统使用不同的色彩空间，例如 PAL 使用 YUV，SECAM 使用 YDbDr。后来的数字电视标准则使用 YCbCr 色彩空间。这些色彩空间大致相关，并基于在称为"亮度" (luma) 的黑白图像中添加名为"色度" (chrominance) 的颜色分量的原理。
在 YIQ 色彩空间中，Y 分量表示亮度信息，是黑白电视接收器唯一使用的分量。而 I 和 Q 分量表示色度信息，I 大致表示橙色-蓝色对比，Q 则表示紫色-绿色对比。I 和 Q 可以视为与 YUV 色彩空间在同一图上的第二对轴，旋转 33°，因此 IQ 和 UV 代表的是同一平面上的不同坐标系统。
YIQ 系统旨在利用人类色觉反应的特点。人眼对橙色-蓝色 (I) 范围的变化比对紫色-绿色 (Q) 范围的变化更敏感，因此 Q 所需的带宽比 I 少。广播 NTSC 将 I 限制在 1.3 MHz，而 Q 限制在 0.4 MHz。I 和 Q 被频率交错插入 4 MHz 的 Y 信号中，使整个信号的带宽保持在 4.2 MHz。相比之下，在 YUV 系统中，由于 U 和 V 分量均包含橙色-蓝色范围的信息，两者都需要与 I 同等的带宽以达到类似的颜色保真度。
很少有电视机能真正实现 I 和 Q 解码，因为实现成本较高。相比只需一个滤波器的低成本 R-Y 和 B-Y 解码，I 和 Q 解码各需要一个不同的滤波器来满足 I 和 Q 的带宽差异。此外，这些带宽差异还要求 I 滤波器包含一个时间延迟，以匹配 Q 滤波器的更长延迟。Rockwell 模块化数字广播（MDR）是一个 I 和 Q 解码电视机，于 1997 年可以在 PC 上以逐帧模式运行，或通过快速 IQ 处理器 (FIQP) 实现实时运行。大约 1985 年，一些 RCA "Colortrak" 家用电视不仅采用 I/Q 解码，还宣传其与梳状滤波器结合的优点，称为"100% 处理"，以传递更多原始颜色图像内容。更早期（1954 或 1955 年型号）的某些彩色电视品牌（如 RCA 和 Arvin）在大约 13 英寸屏幕的型号上采用了 I/Q 解码技术。原始 Advent 投影电视也使用了 I/Q 解码。1990 年左右，至少有一家专业工作室监视器制造商（Ikegami）宣传其 I/Q 解码技术。

## 图像处理
YIQ 表示有时会用于颜色数字图像处理的转换。例如，对 RGB 图像中的通道直接应用直方图均衡化可能会改变图像的色彩平衡。相反，直方图均衡化应用于图像的 YIQ 或 YUV 表示中的 Y 通道，这仅会标准化图像的亮度水平。

## 公式
以下公式允许在 YIQ 和 RGB 色彩空间之间进行转换，其中 R、G 和 B 是伽马校正后的值。公式适用于原始 1953 年 NTSC 色彩学以及后来的 SMPTE C FCC 标准。
以下公式假定：
{\displaystyle R,G,B,Y\in \left[0,1\right],\quad I\in \left[-0.5957,0.5957\right],\quad Q\in \left[-0.5226,0.5226\right]}
I 和 Q 的范围是 RGB 到 YIQ 转换矩阵中第 2 和第 3 行系数的结果。

### NTSC 1953 色彩学

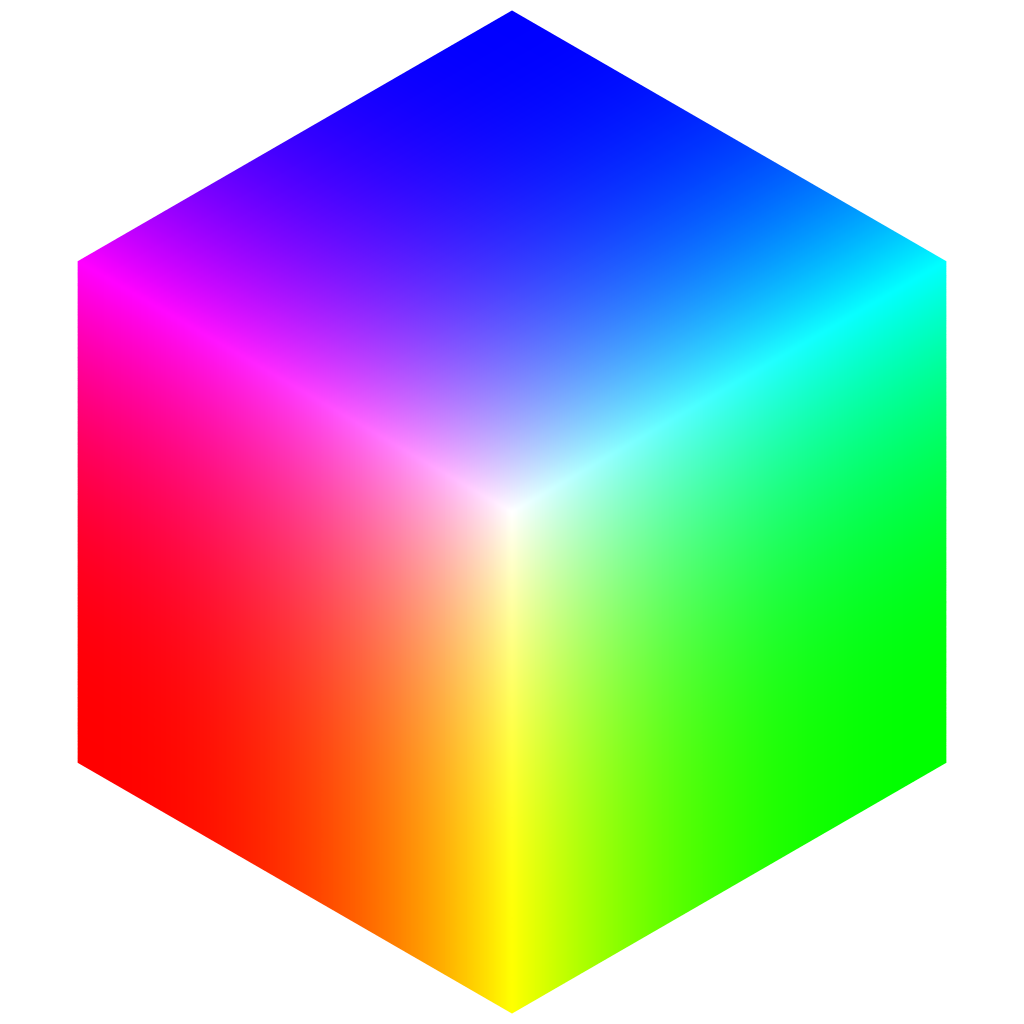
NTSC 1953 色彩学色彩立方体（颜色配置文件编码，需要兼容的浏览器和显示器以实现准确显示）。

以下公式近似于1953 年 NTSC 色彩规范与 YIQ 的转换。

#### 从 RGB 转换到 YIQ
{\displaystyle {\begin{bmatrix}Y\\I\\Q\end{bmatrix}}\approx {\begin{bmatrix}0.299&0.587&0.114\\0.5959&-0.2746&-0.3213\\0.2115&-0.5227&0.3112\end{bmatrix}}{\begin{bmatrix}R\\G\\B\end{bmatrix}}} 

#### 从 YIQ 转换到 RGB
{\displaystyle {\begin{bmatrix}R\\G\\B\end{bmatrix}}={\begin{bmatrix}1&0.956&0.619\\1&-0.272&-0.647\\1&-1.106&1.703\end{bmatrix}}{\begin{bmatrix}Y\\I\\Q\end{bmatrix}}}
注意，第一行与YUV 色彩空间相同：
- {\displaystyle {\begin{bmatrix}R\\G\\B\end{bmatrix}}={\begin{bmatrix}1\\1\\1\end{bmatrix}}\implies {\begin{bmatrix}Y\\I\\Q\end{bmatrix}}={\begin{bmatrix}1\\0\\0\end{bmatrix}}}

### FCC NTSC 标准（SMPTE C）

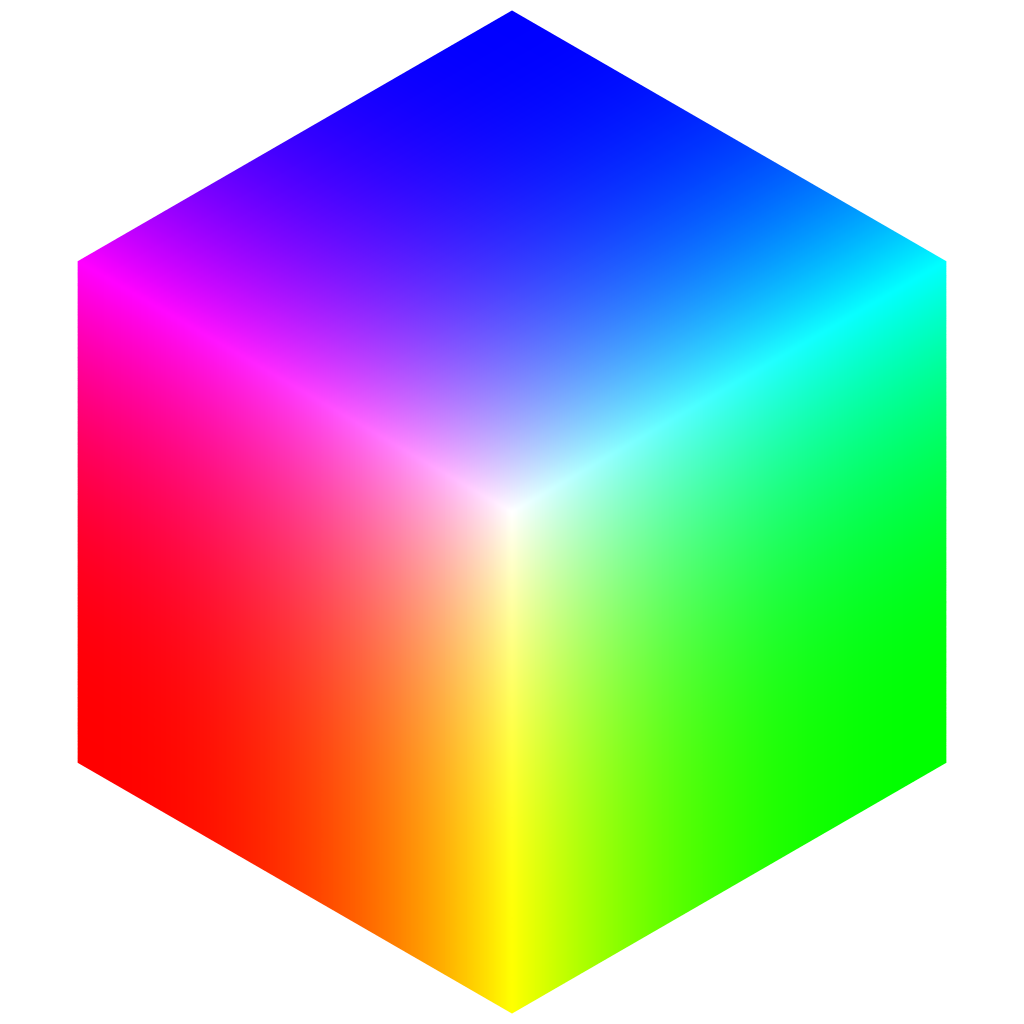
SMPTE C 色彩立方体（颜色配置文件编码，需要兼容的浏览器和显示器以实现准确显示）。

1987 年，电影电视工程师协会 (SMPTE) 电视技术委员会，工作组通过了SMPTE C 标准。
以前的转换公式已被弃用，FCC 规则中用于模拟彩色电视广播的 NTSC 标准采用了不同的矩阵：

## 公式
Y=0.299R+0.587G+0.114B
I=0.596R-0.274G-0.322B
Q=0.211R-0.523G+0.312B

## 外部連結
- Demonstrative color conversion applet （页面存档备份，存于）